# 신월동 (서울)
신월동(新月洞)은 서울특별시 양천구의 서쪽에 위치한 법정동이다. 행정동으로는 신월1동, 신월2동, 신월3동, 신월4동, 신월5동, 신월6동, 신월7동이 있다. 동쪽과 남쪽으로는 신정동, 북쪽으로는 강서구 화곡동, 서쪽으로는 경기도 부천시 고강동과 접해있다. 경인고속도로를 통해 인천광역시까지 바로 접근할 수 있어 서울 도심보다는 인천이 오히려 더 가까운 지리적 위치를 가지고 있다.

## 주요 기관

### 관공서
- 신월1동 주민센터
- 신월2동 주민센터
- 신월3동 주민센터
- 신월4동 주민센터
- 신월5동 주민센터
- 신월6동 주민센터
- 강서교육지원청

### 교육 기관
- 서울강서초등학교
- 서울강신초등학교
- 서울강월초등학교
- 서울신강초등학교
- 서울신남초등학교
- 서울신원초등학교
- 서울양강초등학교
- 서울양원초등학교
- 강신중학교
- 양강중학교
- 양서중학교
- 신남중학교
- 신원중학교
- 신월중학교
- 신화중학교
- 양천중학교
- 서울금융고등학교
- 광영고등학교
- 광영여자고등학교

### 기타
- 국립과학수사연구원

## 교통

### 도로
- 경인고속도로 - 신월 나들목
- 국회대로
- 남부순환로
- 신월로
- 화곡로
- 곰달래로
- 가로공원로
- 중앙로

## 보건
신월동에서도 코로나19와 관련된 확진 환자가 발생된 적이 있었으며, 1~2명 정도 추정된다.

## 같이 보기
- 양천구
- 신정동
- 목동